# Beauronne
Beauronne – miejscowość i gmina we Francji, w regionie Nowa Akwitania, w departamencie Dordogne.
Według danych na rok 1990 gminę zamieszkiwało 328 osób, a gęstość zaludnienia wynosiła 17 osób/km² (wśród 2290 gmin Akwitanii Beauronne plasuje się na 853. miejscu pod względem liczby ludności, natomiast pod względem powierzchni na miejscu 558.).